# Ectoedemia albibimaculella
Ectoedemia albibimaculella là một loài bướm đêm thuộc họ Nepticulidae. Nó được tìm thấy ở Fennoscandia to Ý.
Sải cánh dài 5–6 mm.
Ấu trùng ăn Arctostaphylos uva-ursi. Chúng ăn lá nơi chúng làm tổ. 